# Puschkinstraße (Weimar)

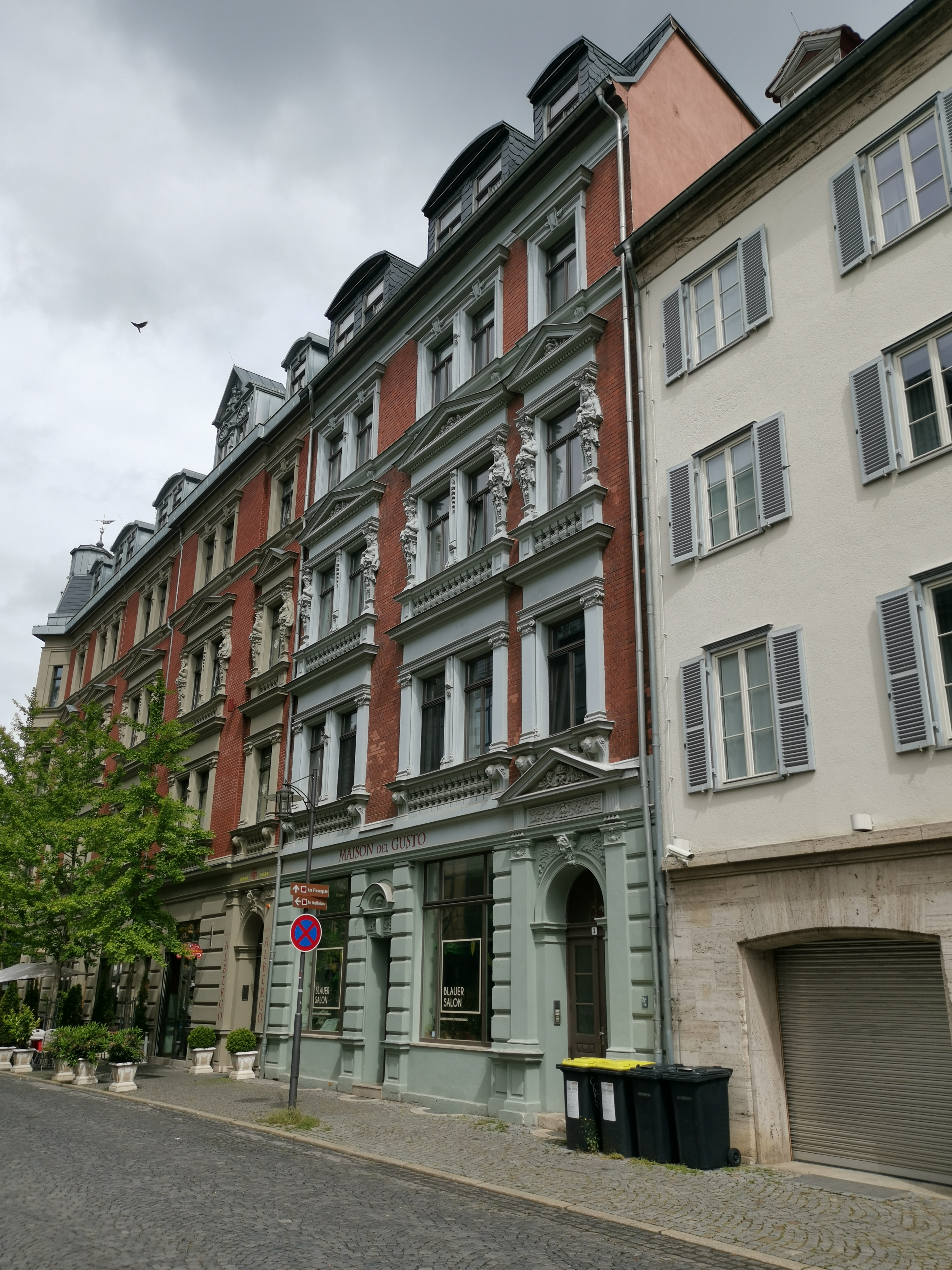
Puschkinstraße in Weimar

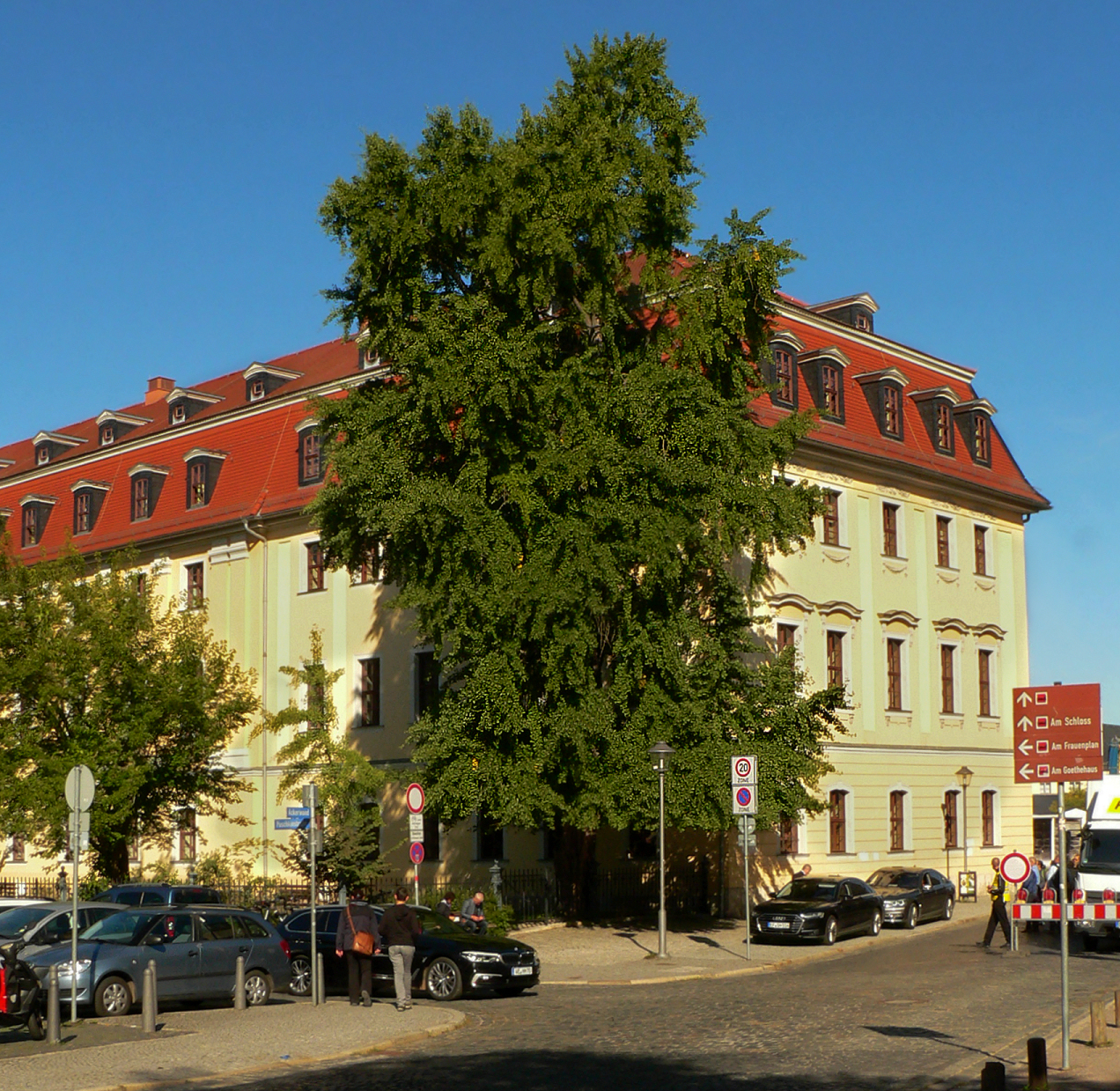
Goethe-Ginkgo am Fürstenhaus, 2019

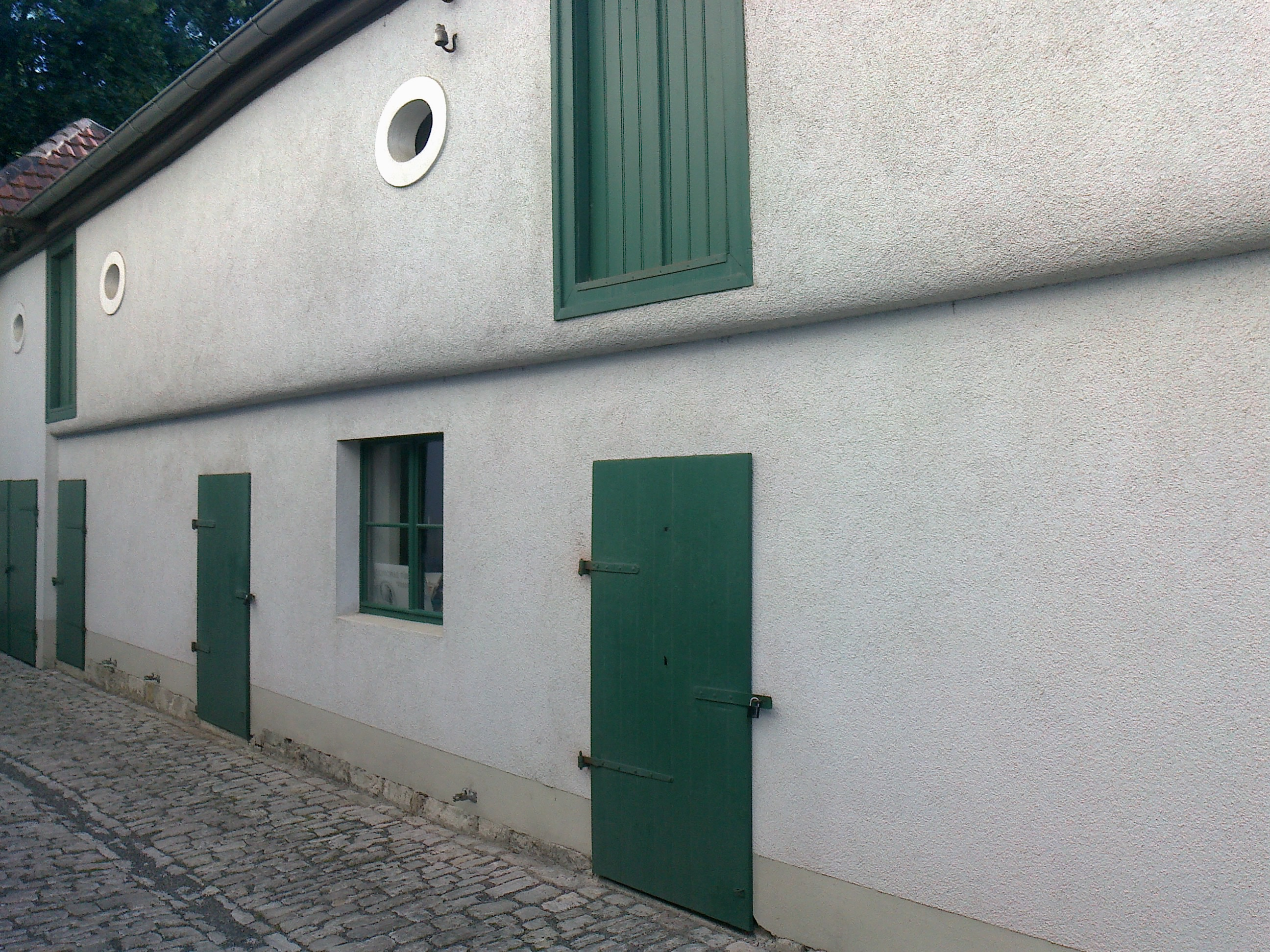
Nebengebäude am Durchgang zwischen Fürstenhaus und der Puschkinstraße

Die Puschkinstraße in Weimars Altstadt befindet sich zwischen dem Frauenplan/Ecke Frauentorstraße beginnend mit der Puschkinstraße und der Ackerwand, wo sie auf den Stadtturm trifft, der wiederum zur  HAAB gehört. Sie hieß einmal Parkstraße wegen des Ilmparks.
Dieser Turm wiederum ist Überbleibsel der alten Stadtbefestigung, die wiederum auch durch den Bereich der heutigen Puschkinstraße verlief. Neben dem Stadtturm, wo bereits der Bereich des Parks an der Ilm beginnt, wurde nicht zufällig das Alexander-Puschkin-Denkmal Weimar errichtet. Erstens bildet es den Blickpunkt in Richtung Ilmpark und zweitens erinnert es an den Goethe-Verehrer und Dichter Alexander Puschkin.
Im Garten des Fürstenhauses Weimar steht der berühmte Gingo biloba, den 1815 auf Goethes Geheiß der Hofgärtner Johann Conrad Sckell dahin pflanzte, weshalb der Baum auch „Goethe-Ginkgo“ genannt wird. Wegen der kulturgeschichtlichen Bedeutung und zugleich seines hohen Alters stellt dieser Baum zugleich ein Naturdenkmal dar. Zwischen Puschkinstraße und Seifengasse befindet sich der Oppelsche Garten mit Pavillon. Zu den Gebäuden, die heute leider nicht mehr stehen, deren Rückseite aber ebenso wie die des Hotel Elephant zu sehen waren, gehört die des Hotel Zum Erbprinz bzw. Parkhotel, von dem nur Reste übrig blieben. Der Abriss wurde 1989/90 beendet. Unter den Gästen im Erbprinz war u. a. Hans Christian Andersen, an den eine Gedenktafel an dem Überrest erinnert. Ein weiterer Gast war der Komponist Richard Wagner. Neben dem Elephant befinden sich in Richtung Frauenplan weitere ältere Wohn- und Geschäftshäuser. Vor dem Bankhaus wurden zahlreiche Stolpersteine eingelassen. Zwischen dem Fürstenhaus am Platz der Demokratie und der Puschkinstraße liegt am Rößlerschen Haus ein Verbindungsweg mit noch alten Nebengebäuden.
Die Puschkinstraße steht auf der Liste der Kulturdenkmale in Weimar (Sachgesamtheiten und Ensembles).

## Häuser in der Puschkinstraße
- Puschkinstraße 1 (Weimar)
- Puschkinstraße 2 (Weimar)
- Puschkinstraße 3 (Weimar)